# Catocala nivea
Catocala nivea är en fjärilsart som beskrevs av Butler 1877. Catocala nivea ingår i släktet Catocala och familjen nattflyn. Inga underarter finns listade i Catalogue of Life.